# Allocasuarina distyla
Allocasuarina distyla är en tvåhjärtbladig växtart som först beskrevs av Étienne Pierre Ventenat, och fick sitt nu gällande namn av Lawrence Alexander Sidney Johnson. Allocasuarina distyla ingår i släktet Allocasuarina och familjen Casuarinaceae. Inga underarter finns listade i Catalogue of Life.

## Bildgalleri

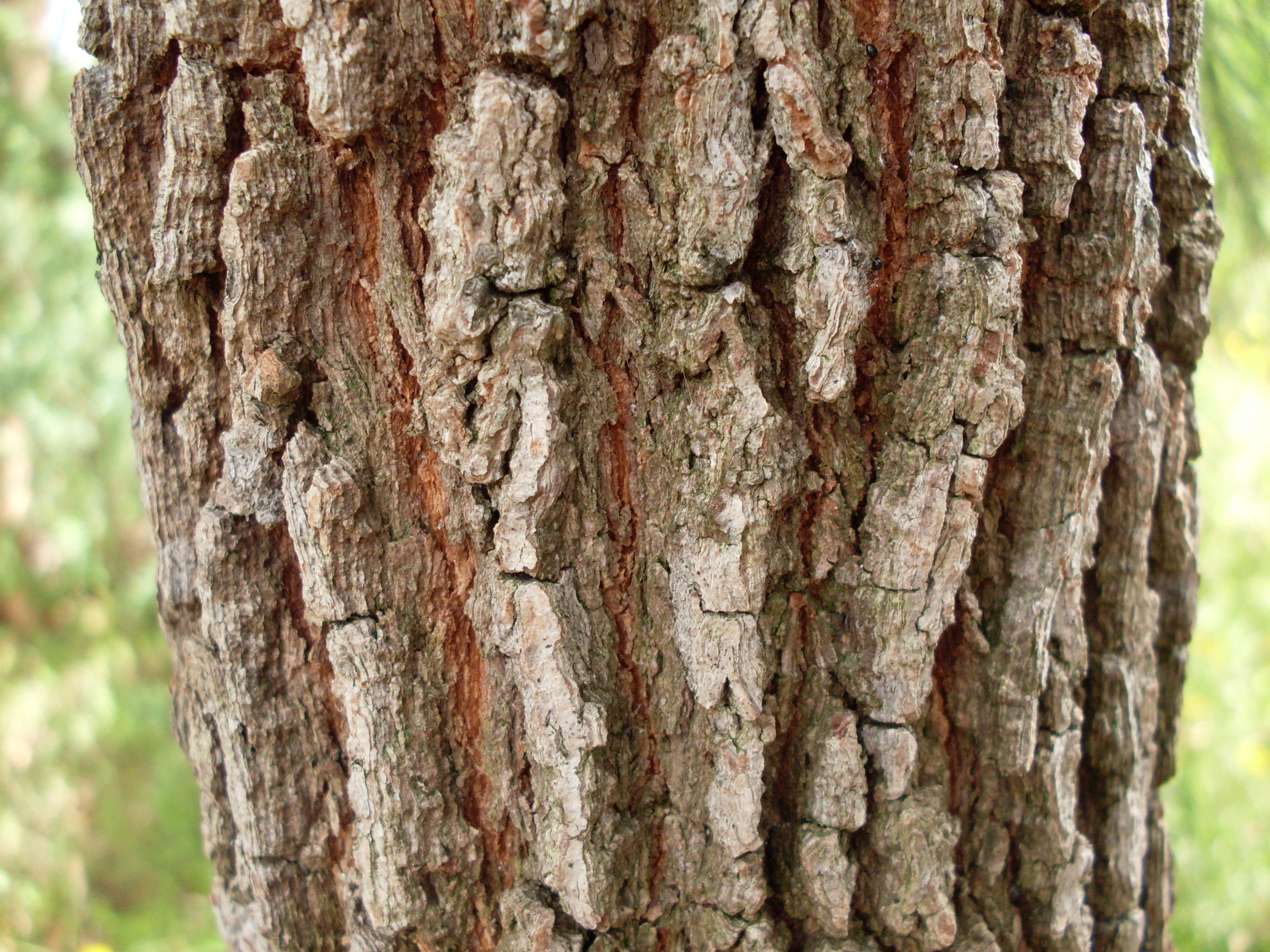
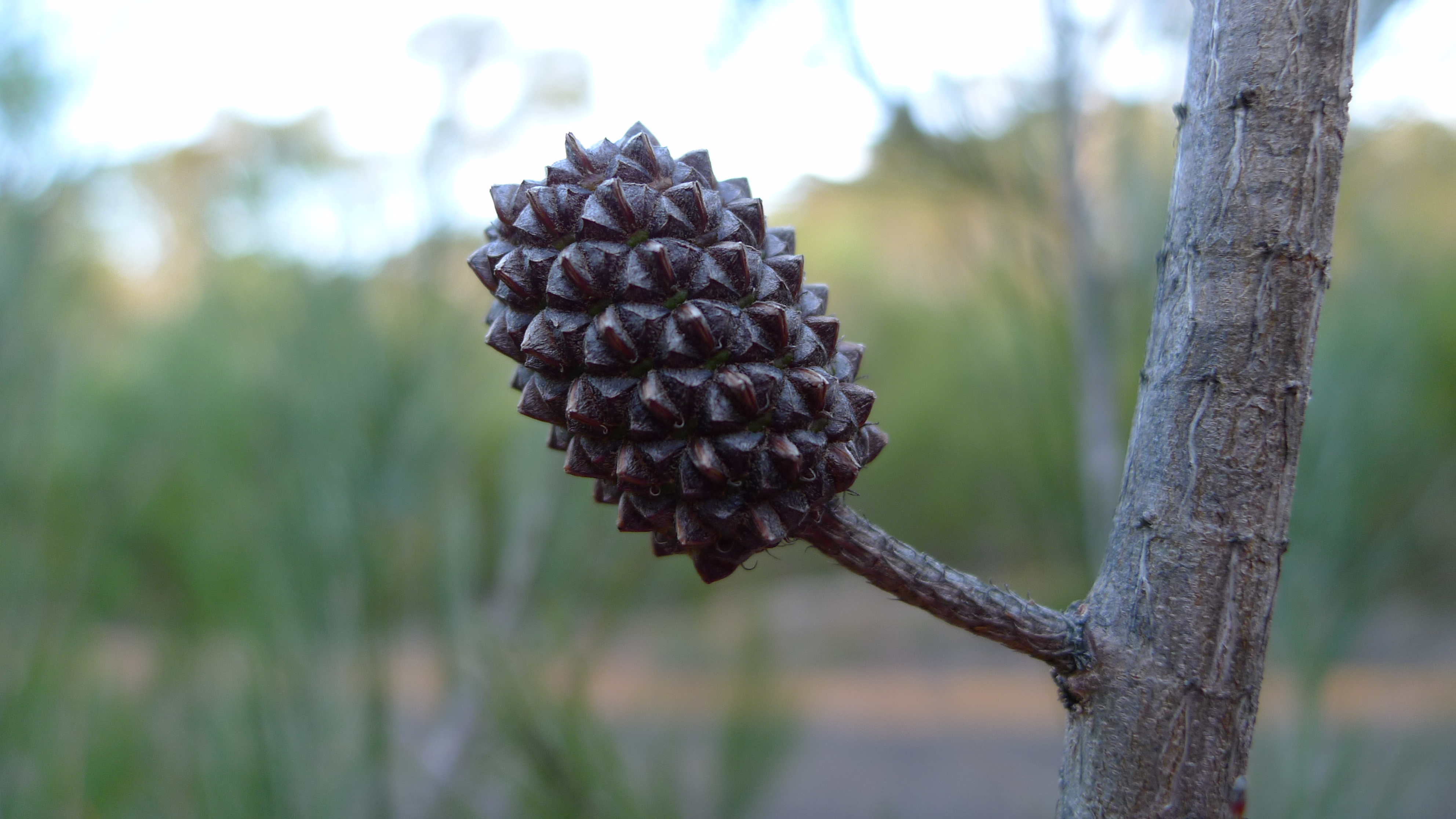
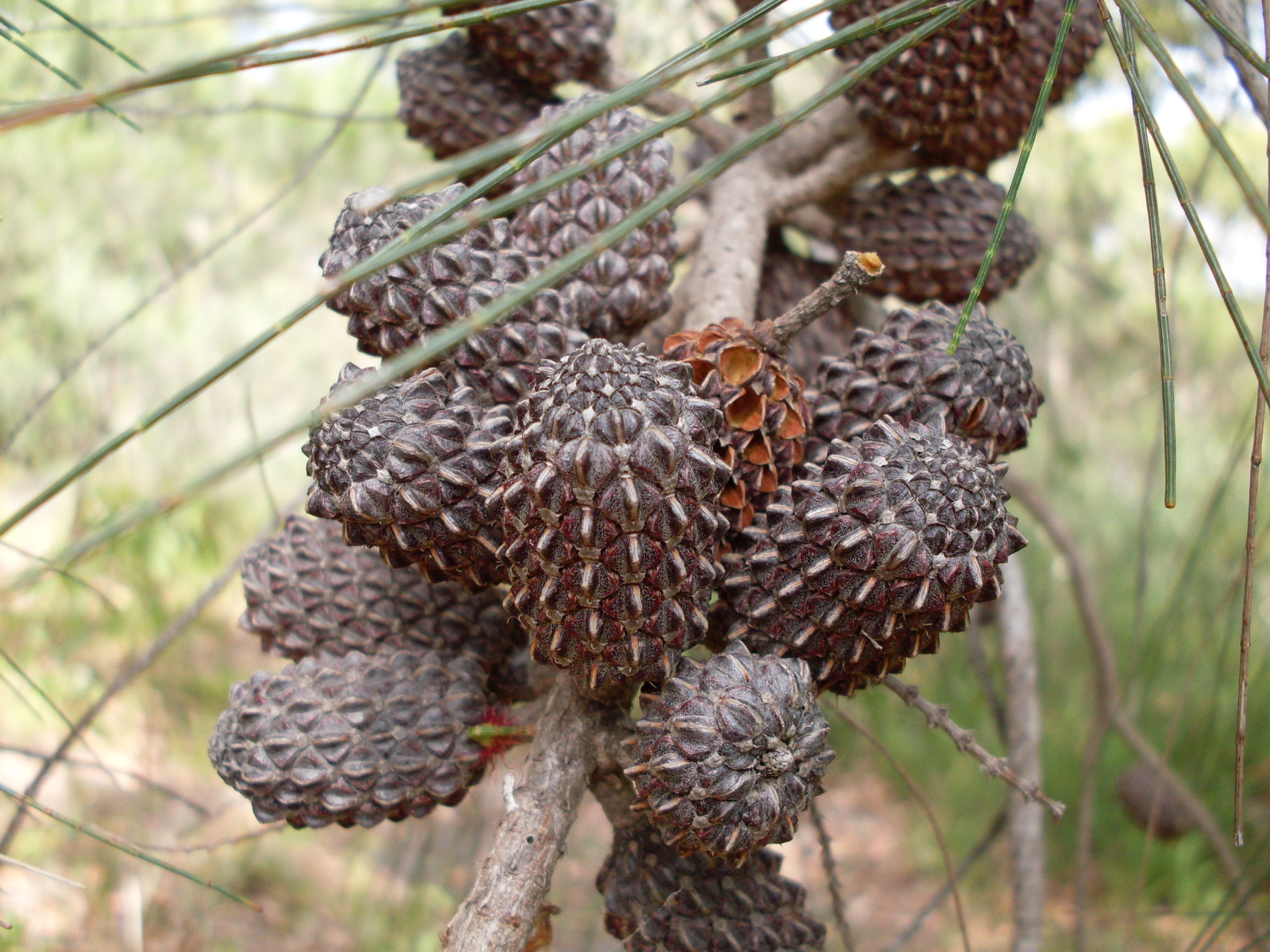
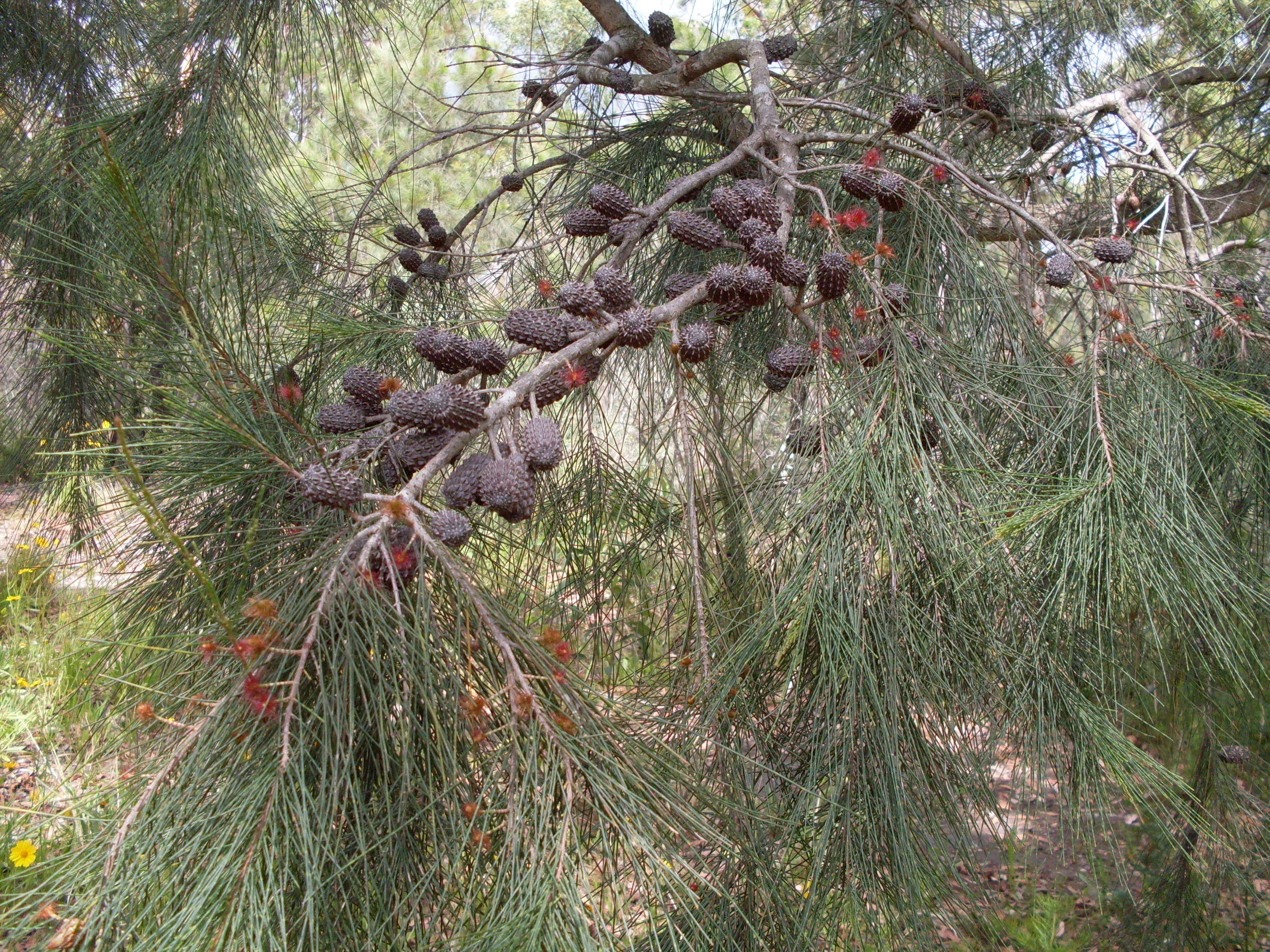
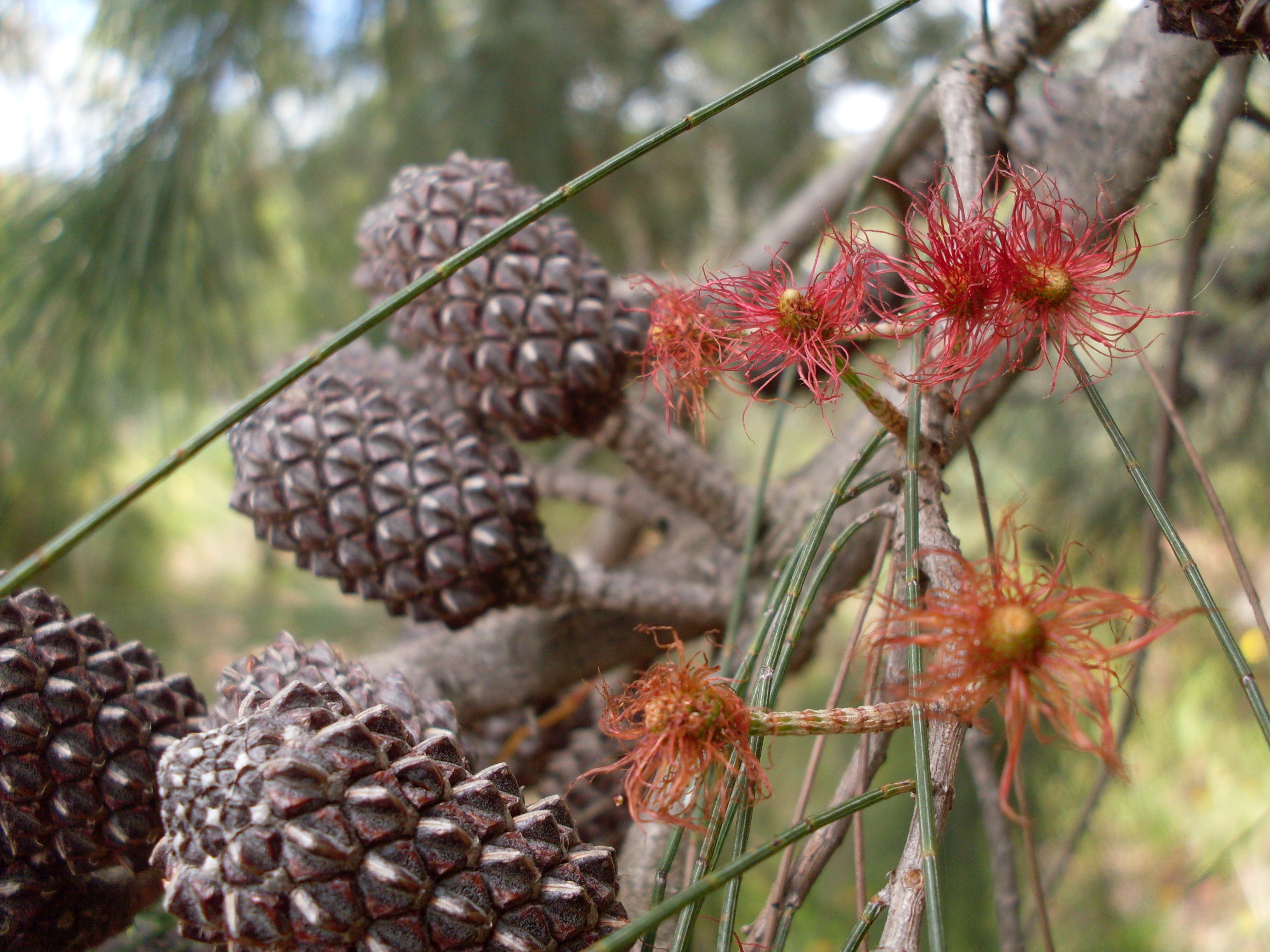
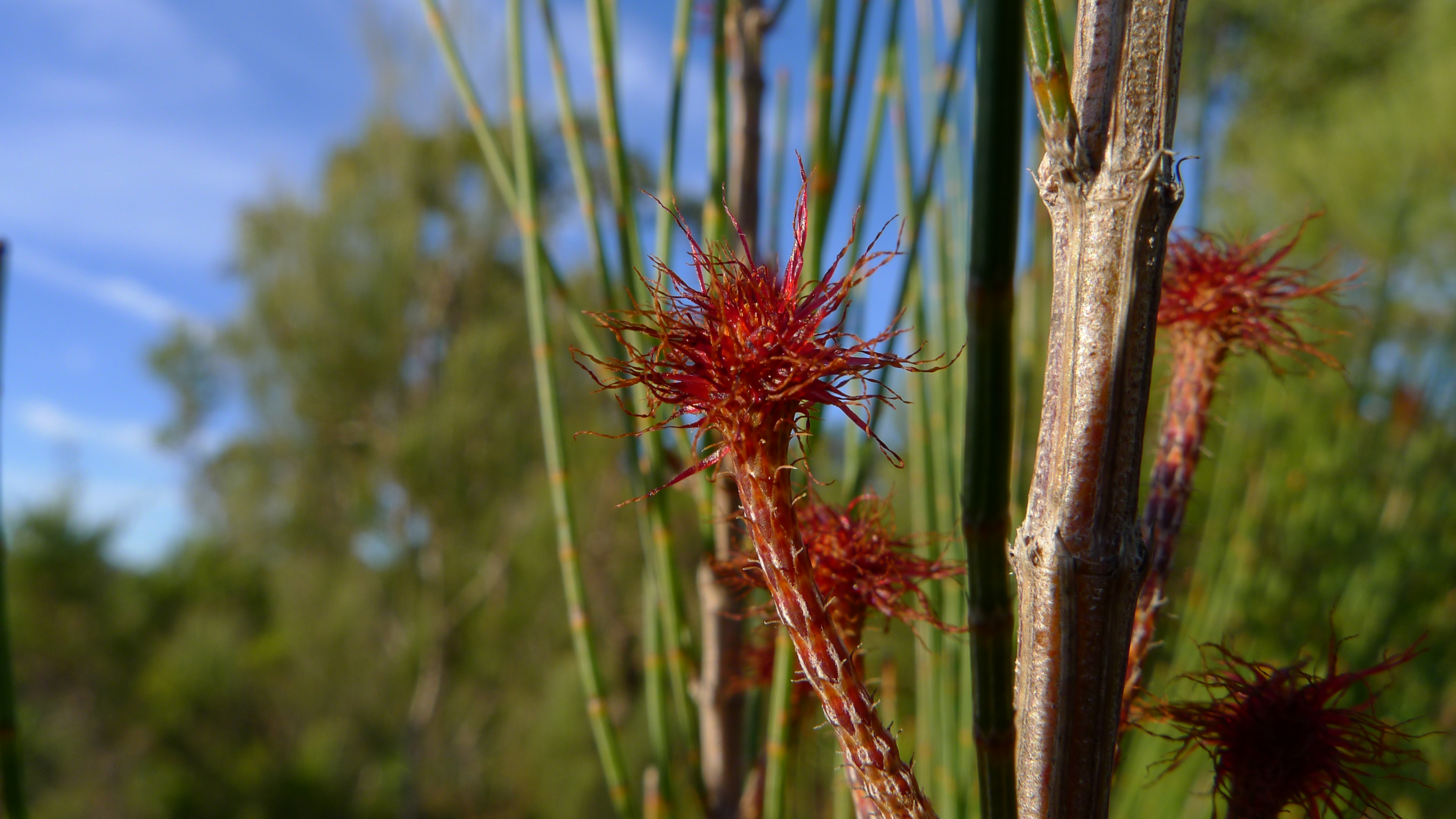